# Christa Markwalder
Christa Markwalder (Burgdorf, 27 luglio 1975) è una politica svizzera per il PLR.I Liberali Radicali, presidente del Consiglio Nazionale Svizzero per il biennio 2015/2016.

## Biografia
Ha studiato giurisprudenza ed ecologia all'Università di Berna. Ha lavorato come assistente all'Istituto di Legge Economica Europea e Internazionale all'Università di Berna. Da gennaio 2008 ha lavorato come avvocata a Zurich Financial Services.

## Politica
Markwalder è considerata esponente dell'ala social-liberale, più a "sinistra", del PLR. Fece parte dei Giovani Liberali e del consiglio municipale di Burgdorf dal 1999 al 2002. Nel 2002 venne eletta al Gran Consiglio del Canton Berna e contemporaneamente suo padre, Hans-Rudolf Markwalder, venne sconfitto alle medesime elezioni.
Nel 2003 Markwalder si dimise dal legislativo cantonale e venne eletta al Consiglio Nazionale. Suo padre assunse il posto da lei lasciato al Gran Consiglio, mentre lei venne rieletta al Consiglio Nazionale nel 2007, 2011 e 2015.
Dopo l'elezione di Simonetta Sommaruga al Consiglio federale, nel 2011 Markwalder si candidò, non eletta, per occupare il posto lasciato vacante al Consiglio degli Stati per il Canton Berna.
Convinta europeista, dal 2006 al 2014 è stata presidente del Movimento europeo Svizzera.
Markwalder è stata eletta presidente del Consiglio Nazionale il 30 novembre 2015.
Markwalder partecipò alla riunione del gruppo Bilderberg del 2016 a Dresda.